# 대한민국김치협회
대한민국김치협회(大韓民國—協會)는 대한민국의 전통적인 김치를 과학화하고 현대화하여 품질을 향상시키고 세계화함으로써 김치종주국으로서의 대한민국의 위상을 굳건히 하며 김치산업 진흥을 통하여 국가경제에 기여하기 위하여 설립된 사단법인이다. 2012년 세계김치협회와 한국김치협회가 통합하여 설립되었다.

## 설립 근거
- 김치산업 진흥법[4]

## 연혁
- 2012년 1월 13일 세계김치협회와 한국김치협회가 통합하여 대한민국김치협회 출범.[5] 초대 김순자 회장 취임[6]

## 주요 업무
- 김치와 어울리는 식문화 보급 등 김치문화의 계승·발전을 위한 사업
- 김치의 품질향상을 위한 사업
- 김치산업의 발전방향에 관한 조사·연구 사업
- 김치산업의 경쟁력 제고 및 회원 상호 사이의 이익증진을 위한 사업
- 김치산업과 농어업의 연계 강화를 위한 사업
- 그 밖에 김치산업 진흥·발전에 필요하다고 인정하여 농림축산식품부령으로 정하는 사업

## 같이 보기
- 세계김치연구소